# Werner Strunk
Werner Strunk (* 7. Oktober 1952; † unbekannt) war ein deutscher Fußballspieler.
1973 kam Strunk zum SSV Reutlingen 05, der in der Saison 1973/74 als Absteiger in der 1. Amateurliga Schwarzwald-Bodensee spielte. In dieser Spielzeit gewann Werner Strunk mit dem SSV Reutlingen die Württembergische Amateurmeisterschaft und wurde in der anschließenden Endrunde um die Deutsche Amateurmeisterschaft 1974 mit den Reutlingern Deutscher Amateurmeister. In der Schwarzwald-Bodensee-Liga 1974/75 wurde Strunk mit dem SSV Reutlingen Meister und sicherte sich mit seiner Mannschaft in der anschließenden Aufstiegsrunde zur 2. Bundesliga durch 5 Siege in 6 Gruppenspielen den Aufstieg in den Profifußball. Werner Strunk absolvierte in der Saison 1975/76 30 Profispiele für den SSV in der 2. Bundesliga Süd und erzielte dabei einen Treffer. Am Ende dieser Saison stieg er mit dem SSV ab.